# Monte Cridola
Der Monte Cridola ist ein 2581 m s.l.m. hoher Berg in den Südlichen Karnischen Alpen. Er gehört zur Gebirgsgruppe der Friauler Dolomiten östlich des Piavetals. Der Berg liegt in der Provinz Belluno (Venetien) nahe der Grenze zur Provinz Udine (Friaul-Julisch Venetien).
Der Ostgipfel (der höhere der beiden Gipfel) kann von Osten aus erstiegen werden. Mit dem Rifugio Padova auf 1300 m s.l.m. als Ausgangspunkt erreicht man zunächst über den Weg mit der Nummer 346 die Forcella Scodavacca auf 2042 m s.l.m. Von dieser wendet man sich links haltend in Richtung Norden und steigt einen Geröllhang hinauf bis zur Scharte der Tacca del Cridola auf 2302 m s.l.m. Der Weg verläuft zunächst weiter Richtung Norden, bis er sich nach links wendet und schließlich einer Rinne zum Gipfel folgt.